# Takfwelottine
Takfwelottine /=people of the living waters/, pleme ili banda Tlingchadinne ili Dogrib Indijanaca, porodica atapaska naseljenih jugoistočno od Velikog medvjeđeg jezera i izvoru rijeke Coppermine na teritoriju Mackenzie u Kanadi. 
Petitot ih je opisao kao veoma srdačne, vesele i religiozne. Kada ih je posjetio 1865. među šestotina ljudi djelovalo je 60 šamana. Ostali nazivi: kod Petitota Tpathelottiné i T'akfwel-ottiné.